# Tigilsky (huyện)
Huyện Tigilsky (tiếng Nga: ? райо́н) là một huyện hành chính tự quản (raion), của Vùng Kamchatka, Nga. Huyện có diện tích 63697 kilômét vuông, dân số thời điểm ngày 1 tháng 1 năm 2000 là 10100 người. Trung tâm của huyện đóng ở Tigil'.